# کو وایا (آریزونا)
کو وایا (به انگلیسی: Ko Vaya) یک منطقهٔ مسکونی در ایالات متحده آمریکا است که در شهرستان پیما، آریزونا واقع شده‌است. کو وایا ۲٫۸۵ کیلومتر مربع مساحت و ۲۸٬۰۶۸ نفر جمعیت دارد و ۸۲۶ متر بالاتر از سطح دریا واقع شده‌است.